# Jerusalemkirche (Taufkirchen)

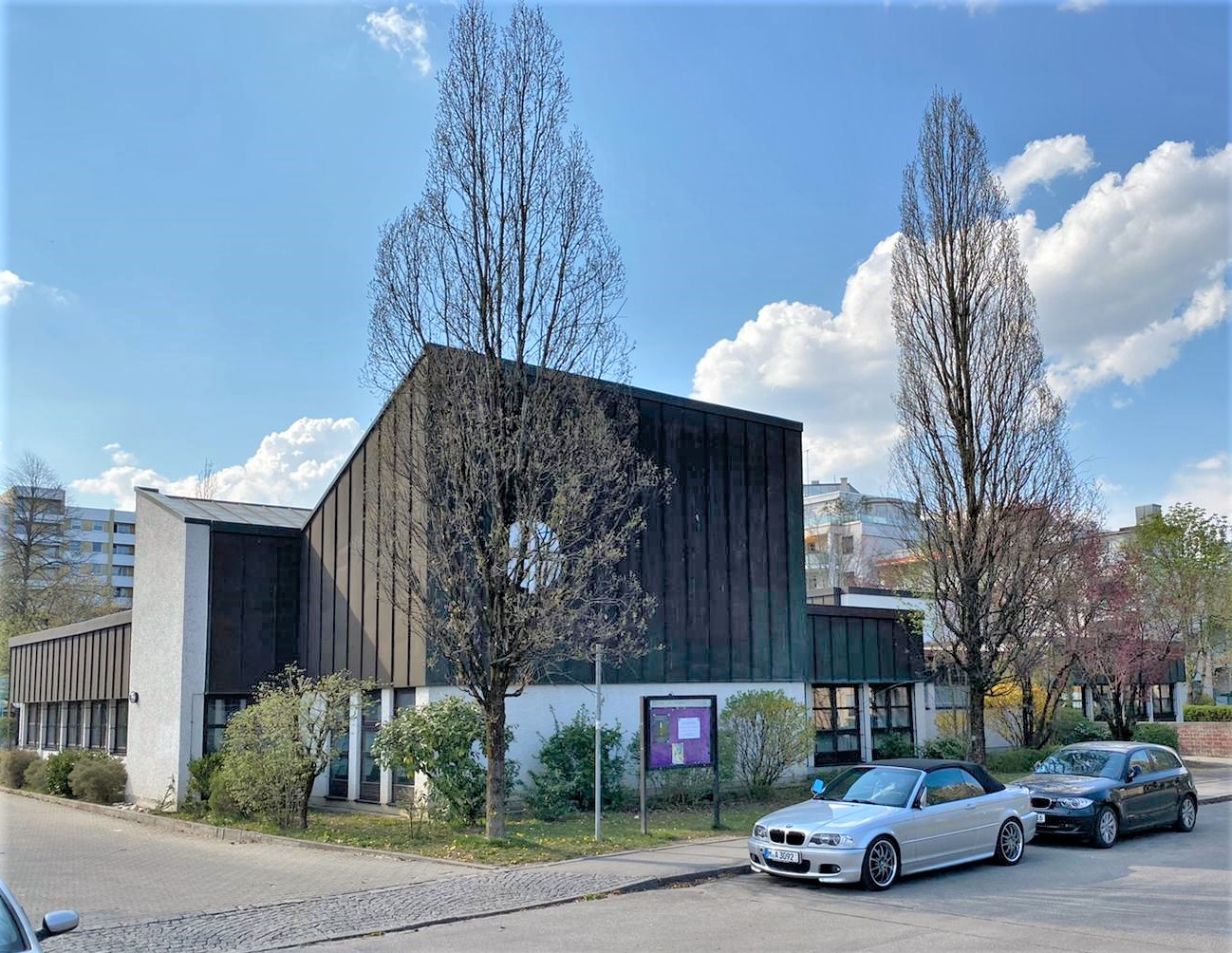
Außenansicht

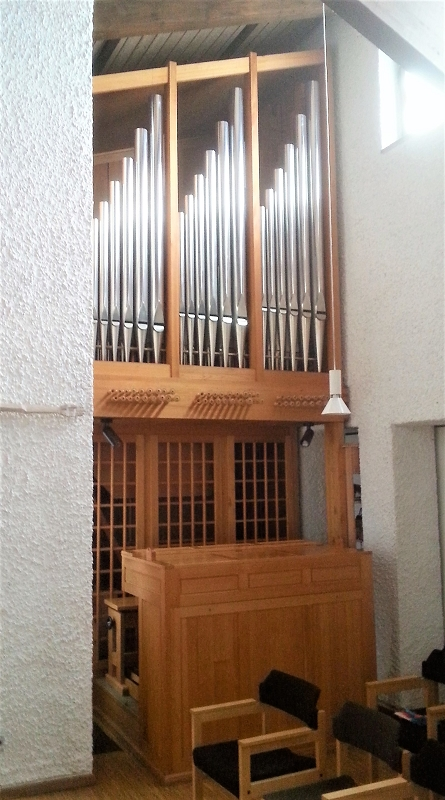
Jann-Orgel

Die Jerusalemkirche ist eine evangelisch-lutherische Kirche der Landeskirche Bayern in Taufkirchen bei München. Sie befindet sich in der Ortslage Am Wald.

## Geschichte
Erste evangelische Gottesdienste im traditionell katholischen Taufkirchen feierte man ab 1963 zunächst in der katholischen Dorfkirche St. Johannes der Täufer. 1971 wurde die Evangelisch-Lutherische Kirchengemeinde Taufkirchen auf dem heutigen Grundstück an der Eichenstraße gegründet; erste Gottesdienste fanden im 1970 errichteten heutigen Kindergarten statt. 1979 wurde der Grundstein des heutigen Gemeindezentrums gelegt, das am 22. Februar 1981 eingeweiht wurde. Die Pläne der Kirche stammen von den Architekten Franz Lichtblau und Ludwig Bauer. Seit 1988 trägt das Gebäude den Namen Jerusalemkirche.

### Pfarrer
- Harro Renner, 1971 bis 1992
- Gerhard Drechsler, 1993 bis 2005
- Norbert Greim, 2006 bis 2013
- Joachim Rohrbach, 2013 bis 2021

## Baubeschreibung
Das turmlose Gebäude ist von außen nur durch ein schlichtes Kreuz an der Außenwand als Kirche zu erkennen. Der Gebäudekomplex, bestehend aus Kirchenraum, mehreren Gemeindesälen, Gruppenräumen, Pfarrbüro und -haus schließt einen Innenhof ein, wo sich auch der Haupteingang der Kirche befindet. Der rechteckige Kirchenraum selbst wird von zwei steilen Pultdächern abgeschlossen, deren höchster Punkt an der Stirnseite des Altarraumes, bzw. der gegenüberliegenden Wand erreicht wird. An der Südseite schließt sich eine kleine raumhohe Nische an, die ursprünglich als Tauferker geplant, seit 1987 die Orgel aufnimmt. Das Kirchengebäude ist innen wie außen mit einem groben Rauputz verputzt.
Für den Gottesdienst wird der kleine Gemeindesaal auf der der Orgel gegenüberliegenden Seite zum Hauptraum hin geöffnet. Bei größeren Festgottesdiensten wird zusätzlich der große Gemeindesaal geöffnet, so dass der Raum bei dieser Nutzung einer Winkelkirche entspricht.
Die einzigen Fenster im Hauptraum befinden sich rechts des Altares sowie über der Öffnung zum großen Gemeindesaal.

## Orgel

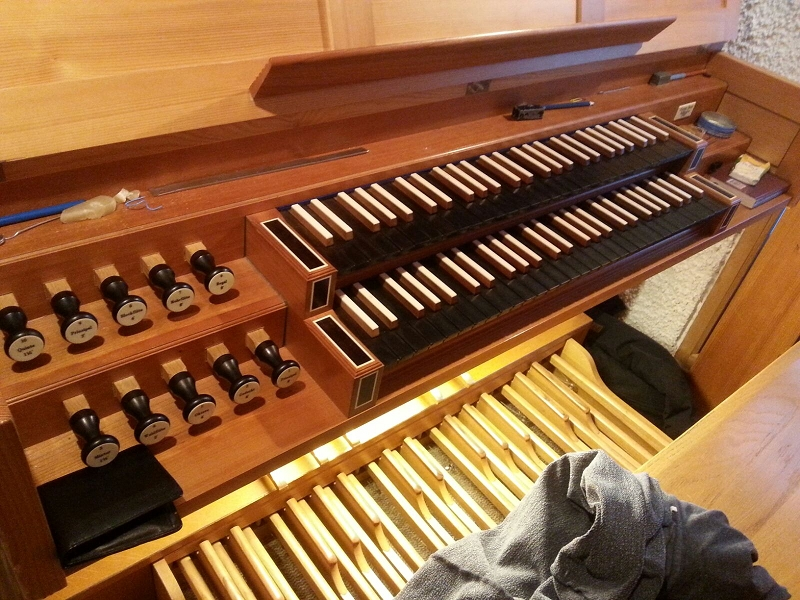
Spieltisch

Die Orgel wurde 1987 als Opus 134 durch die Orgelbaufirma Georg Jann  errichtet. Sie besitzt 11 Register auf zwei Manualen und Pedal. Der Spieltisch ist teilweise unter dem Pfeifenwerk mit Blick zum Altar aufgestellt. Die Spiel- und die Registertrakturen sind vollmechanisch.
| I Hauptwerk C–g3 |               |       |
| 1.               | Principal     | 8′    |
| 2.               | Gedackt       | 8′    |
| 3.               | Octave        | 4′    |
| 4.               | Waldflöte     | 2′    |
| 5.               | Mixtur II–III | 1 ⁄3′ |

| II Positiv C–g3 |                    |       |
| 7.              | Rohrflöte          | 8′    |
| 8.              | Blockflöte         | 4′    |
| 9.              | Prinzipal          | 2′    |
| 10.             | Quinte             | 1 ⁄3′ |
| 6.              | (Horizontal-)Regal | 8′    |
|                 | Tremulant          |       |

| Pedal C–f1 |         |     |
| 11.        | Subbass | 16′ |
|            | Subbass | 8′  |

- Koppeln: II/I, I/P, II/P
- Spielhilfe: Tremulant (ganze Orgel)

Anmerkung:
1. ↑  Extension aus Nr. 11